# Моріяма Йосіро
Йосіро Моріяма (яп. 佳郎 森山, нар. 9 листопада 1967, Кумамото, Японія) — японський футболіст, що грав на позиції захисника. Виступав за національну збірну Японії.

## Клубна кар'єра
У дорослому футболі дебютував 1991 року виступами за команду клубу «Санфрече Хіросіма», відіграв за команду з Хіросіми чотири сезони своєї ігрової кар'єри.
З 1996 року один сезон захищав кольори команди клубу «Йокогама Флюгелс». Граючи у складі «Йокогама Флюгелс» також здебільшого виходив на поле в основному складі команди.
Протягом 1998—1998 років захищав кольори команди клубу «Джубіло Івата».
Завершив професійну ігрову кар'єру у клубі «Сьонан Бельмаре», за команду якого виступав протягом 1999 року.

## Виступи за збірну
1994 року дебютував в офіційних матчах у складі національної збірної Японії. Протягом кар'єри у національній команді, яка тривала один рік, провів у формі головної команди країни 7 матчів.

## Титули і досягнення
Тренер
- Переможець Юнацького (U-16) кубка Азії: 2018